# ارنو كوهن
ارنو كوهن (بالفرنسية: Arnaud Cohen)‏ هو فنان تشكيلي فرنسي، ولد في 28 يناير 1968 في باريس في فرنسا.